# Werkkunstschule Aachen
Die Kunstgewerbeschule Aachen war eine ursprünglich als Zeichen- und Kunstgewerbeschule gegründete gewerbliche Schule, die ab 1927 unter ihrem Leiter Rudolf Schwarz überregionale Bedeutung erlangte und 1957 durch das Nordrhein-Westfälische Kultusministerium zur Werkkunstschule der Stadt Aachen erhoben wurde.

## Geschichte
Die Kunstgewerbeschule wurde 1904 von der Stadt Aachen und dem Preußischen Staat als Zeichen- und Kunstgewerbeschule gegründet und wandte sich an Handwerker, Graphiker und Innenarchitekten. Gründungsdirektor war der Architekt Eberhard Abele. 1908 konnte in der Südstraße ein neues Schulgebäude bezogen werden. 1912 bestand das Kollegium aus 9 Lehrern:
- Eberhard Abele, Direktor (1904–1913)
- Hermann Arnold, Architekt
- Carl Burger, Bildhauer
- Robert Gercke, Maler
- Wilhelm Giesbert, Kunstschlosser
- Karl Josef Gollrad, Maler
- Otto Karow, Architekt
- Alfons Letailleur, Maler
- Hans Anetsberger, Maler

Weitere Lehraufträge hatten Karl Jordan,  Gertrud Weyrather-Engau, die Bildhauer Lambert Piedboeuf und Gustav Angelo Venth und der damalige Museumsdirektor H. Schweitzer. Ausgebildet wurde in den Bereichen Bautechnik, Malerei, Bildhauerei, Kunstschlosserei, Lithografie, Zeichnen, textile Berufe und Zeichenlehrer.

### Leitung unter Schwarz
Im Jahre 1927 wurde Rudolf Schwarz – unter anderem durch Empfehlung von Romano Guardini und Dominikus Böhm – neuer Direktor der Schule. Unter seiner Leitung wurde sie bis zu ihrer Auflösung im Jahre 1934 weit über Aachen hinaus bekannt. Rudolf Schwarz konnte an der Aachener Kunstgewerbeschule sein schon früher publiziertes Ideal einer „Werkschule“ verwirklichen. Er richtete Fachabteilungen für Baukunst, Metallverarbeitung, Malerei, Plastik und Kunsthandwerk ein und ergänzte sie durch Werkstätten für u. a. Kunstschmiede, Schreinerei, Monumentalmalerei, Schneiderei, Buchdruck sowie für Goldschmiedekunst, Bildhauerei, Baukunst und Paramentenstickerei. Eine Klasse für Fotografie kam nicht zustande, jedoch konnte Schwarz den Fotografen Albert Renger-Patzsch dafür gewinnen, die Kunstgewerbeschule und zahlreiche Sakralbauten fotografisch festzuhalten. Lehrkräfte und Assistenten für das Konzept waren unter anderen:
- die Architekten Hans Schwippert und Johannes Krahn;
- die Maler und Glasmaler Anton Wendling und Wilhelm Rupprecht;
- die Goldschmiede Anton Schickel und Wilhelm Giesbert;
- die Bildhauer Hein Minkenberg und Maria Eulenbruch;
- der Leiter der Buchdruckerwerkstatt, Ernst Birkner; sowie
- der Kunsthistoriker Peter Mennicken.

Im Rahmen des Konzepts der „Werkschule“ oder auch „Werkgemeinschaft“ beteiligte sich die Kunstgewerbeschule Aachen an Architektur-Wettbewerben, bei denen Lehrer und Schüler gleichermaßen beteiligt waren. Der  Schwerpunkt lag vorwiegend auf Sakralbauten und deren Ausstattung. Daraus entstanden Gemeinschaftsprojekte wie:
- Haus der Jugend, Aachen (1928)
- Heilig-Geistkirche Aachen (1928; nur Wettbewerb)
- Fronleichnamskirche Aachen (1929)
- Kapelle Burg Rothenfels (1929)
- Soziale Frauenschule Aachen (1929)
- Kapelle St. Albert in Kreuzau-Leversbach (1931)
- Kapelle und Siedlerschule in Matgendorf (1931; heute in Mecklenburg-Vorpommern)

Bekannte Absolventen aus der Zeit Rudolf Schwarz sind
- der Maler und Glasmaler Walter Benner
- die Goldschmiede Fritz Schwerdt, Will Plum und Hubert Dohmen[1]
- die Maler Karl Otto Götz, Josef Candels und Bert Heller
- die Bildstickerinnen Elisabeth Ellendt und Grete Badenheuer
- die Künstler Karl Fred Dahmen und Frans Haacken
- der Bildhauer Ernst Hermanns

### Einstellung und Wiedereröffnung
Zum 1. April 1934 wurde der Lehrbetrieb eingestellt, nachdem die Zahl der Studenten drastisch zurückgegangen war. Für die gelegentlich angestellte Vermutung, die Nationalsozialisten hätten die Schule systematisch zerschlagen, gibt es nur wenige Anhaltspunkte. Nach dem Zweiten Weltkrieg wurde die Aachener Kunstgewerbeschule in den 1950er-Jahren auf Initiative des Aachener Malers Carl Schneiders wieder aufgebaut und unter dem Namen Aachener Meisterfachschule wieder eröffnet. 1957 wurde sie mit der Anerkennung als höhere Fachschule durch das Nordrhein-Westfälische Kultusministerium zur Werkkunstschule der Stadt Aachen. Von 1951 bis 1958 erteilte Ernst Günther Grimme den Kunstgeschichtsunterricht.
Die Werkkunstschule ging 1971 auf Initiative von Hildegard Reitz in die Fachhochschule Aachen (seit 2010 FH Aachen) mit ihrem vollen inhaltlichen Spektrum der Studienangebote als Fachbereich Gestaltung auf, die sich nun nahe dem ursprünglichen Standort am Boxgraben befindet. Am 19. Juni 2010 wurde auf dem Gelände der ehemaligen Werkkunstschule der Spielplatz Werk-Kunst-Hof eröffnet.

## Bedeutung
Mit modern denkenden Künstlern setzte Rudolf Schwarz im Rahmen dieser „Öffentlichen Bauhütte“ sowohl im Sakralbau wie auch in deren Ausstattung neue Maßstäbe. Nach der Auflösung der Schule schlossen sich einige der Lehrer und ehemaligen Schüler zu lose organisierten Werkgemeinschaften im Schwarz’schen Sinne zusammen und konnten die Idee der Kunstgewerbeschule weiter tragen. Dazu gehörten  u. a. Fritz Schwerdt und Will Plum mit Gleichgesinnten in Aachen sowie Anton Wendling, Hans Schwippert und Maria Eulenbruch im belgischen Raeren. Ergebnisse aus dieser Nach-Kunstgewerbeschule-Phase sind:
- Entwurf und Ausstattung des „Deutschen St. Michael-Altars“ im „Pavillon Catholique Pontifical“ der Pariser Weltausstellung 1937 (u. a. Schwippert, Schwerdt, Schickel und Wendling)
- Ausstattung des neuen Priesterseminars in Aachen (u. a. Schwerdt, Schickel, Giesbert und Wendling)

## Publikationen (Auswahl)
- Rudolf Schwarz (Hrsg.): Handwerker- und Kunstgewerbeschule Aachen. Kunstgewerbeschule Aachen, Aachen o. J. [um 1928].
- Anton Schickel: Die Arbeiten der Kunstgewerbeschule Aachen. In: Die Form – Zeitschrift für gestaltende Arbeit. 5. Jahrgang, Heft 21/22. Reckendorf, Berlin 1930.
- Rudolf Schwarz: Über die Verfassung einer Werkschule. Kunstgewerbeschule Aachen, Aachen 1931.
- Rudolf Schwarz (Hrsg.): Kunstgewerbeschule Aachen / Neues Kultgerät. Werkklassen Wilhelm Giesbert und Anton Schickel. Kunstgewerbeschule Aachen, Aachen 1931.
- Anton Wendling: Anton Wendling und seine Klasse. Kunstgewerbeschule Aachen, Aachen 1931.
- Hans Schwippert: Neuer Hausrat. Kunstgewerbeschule Aachen, Aachen 1931.